# 屈纳克
屈纳克（法語：Cunac，法語發音：[kynak]）是法国奥克西塔尼大区塔恩省的一个市镇，属于阿尔比区。

## 地理
屈纳克（43°55'43"N, 2°13'14"E）面积6.38 平方千米，位于法国奧克西塔尼大區塔恩省，该省份为法国南部内陆省份，北起顺时针与阿韦龙省、埃罗省、奥德省、上加龙省和塔恩-加龙省接壤。
与屈纳克接壤的市镇（或旧市镇、城区）包括：阿尔比、康邦、聖瑞埃里。

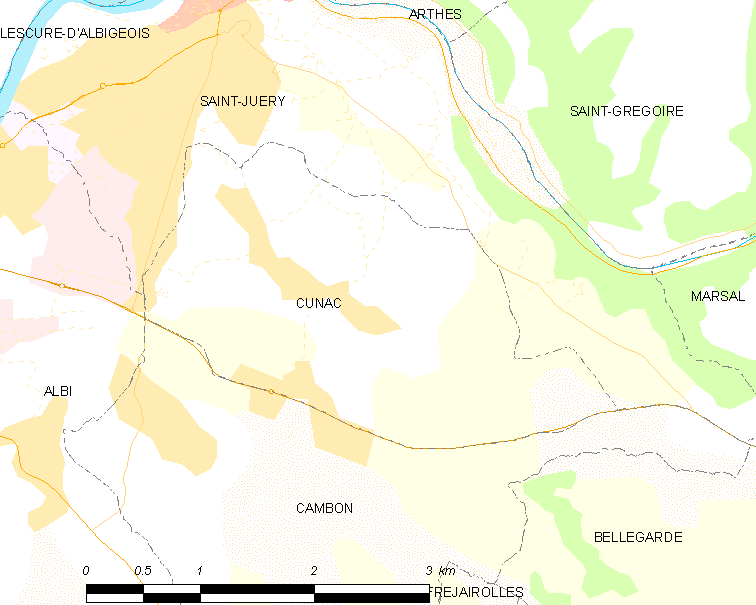
屈纳克的OSM定位图

屈纳克的时区为UTC+01:00、UTC+02:00（夏令时）。

## 行政
屈纳克的邮政编码为81990，INSEE市镇编码为81074。

## 政治
屈纳克所属的省级选区为圣瑞埃里县。

## 人口

1962-2008年间屈纳克人口变化图示

屈纳克于2022年1月1日时的人口数量为1622人。